# Balisto

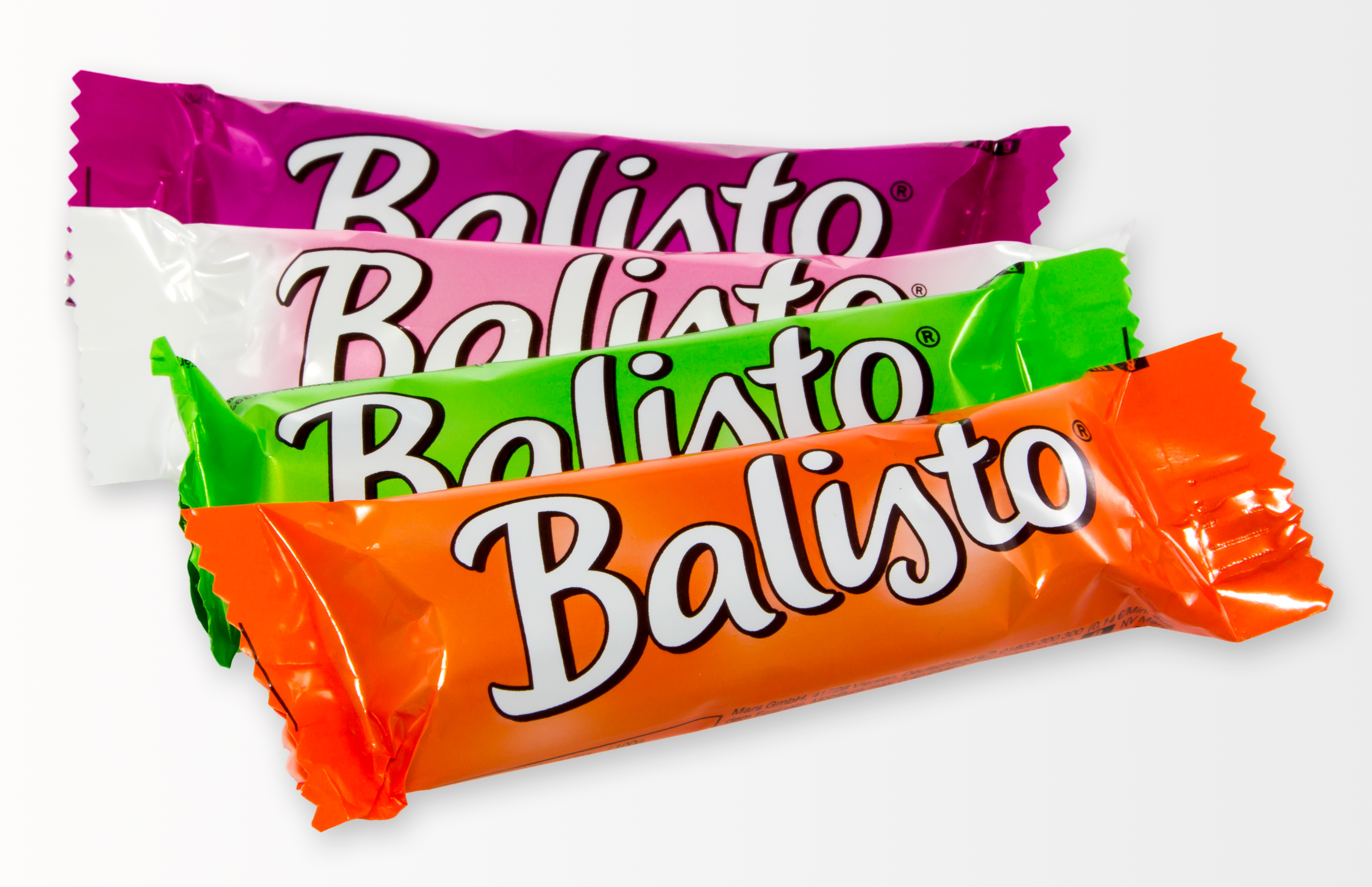
Verpakte Balisto's in vier smaken uit Duitsland (2014)

Balisto is een chocoladereep, van Mars Incorporated. De repen bestaan uit een met chocolade overgoten koekje met een laag melkcrème. Verder kan de vulling bestaan uit rozijnen, cruesli of bessen naast verdere variaties. Het merk wordt verkocht in België, Duitsland, Frankrijk, Luxemburg, Hongarije, Ierland, Nederland, Oostenrijk, Slovenië en Zwitserland.
Mars bracht Balisto in 1981 als eerste in Duitsland uit. Ook de naam is uit het Duits overgenomen en refereert aan de inhoud, voedingsvezels, ook ballaststoffen genoemd of in het Duits Ballaststoffe.